# Audan Qarghaly
Der Audan Qarghaly (kasachisch Қарғалы ауданы Qarğaly audany, russisch Каргалинский район Kargalinski rajon) ist ein Bezirk im Gebiet Aqtöbe in Kasachstan.

## Geografie
Der Audan Qarghaly liegt im Westen Kasachstans im Gebiet Aqtöbe. Er grenzt im Norden und Osten an die Oblast Orenburg in Russland, im Süden an den Audan Chromtau und das Gebiet der Stadtverwaltung von Aqtöbe. Im Westen grenzt der Audan Märtök an den Bezirk an.

## Bevölkerung
Bei der Volkszählung 1999 hatte der Audan Qarghaly 19.172 Einwohner. Die Volkszählung 2009 ergab für den Bezirk eine Einwohnerzahl von 16.781. Bei der letzten Volkszählung 2021 lebten 15.285 Menschen im Audan Qarghaly. Die Fortschreibung der Bevölkerungszahl ergab zum 1. Januar 2025 eine Einwohnerzahl von 15.186.
| Einwohnerentwicklung               | Einwohnerentwicklung | Einwohnerentwicklung | Einwohnerentwicklung | Einwohnerentwicklung | Einwohnerentwicklung | Einwohnerentwicklung | Einwohnerentwicklung |
| ---------------------------------- | -------------------- | -------------------- | -------------------- | -------------------- | -------------------- | -------------------- | -------------------- |
| 1939                               | 1959                 | 1970                 | 1979                 | 1989                 | 1999                 | 2009                 | 2021                 |
| 13.392                             | 32.554               | 28.453               | 21.811               | 20.454               | 19.172               | 16.781               | 15.285               |
| Anmerkung: Volkszählungsergebnisse |                      |                      |                      |                      |                      |                      |                      |

## Verwaltungsgliederung
Der Audan Qarghaly ist in  ländliche Bezirke (kasachisch Ауылдық округ Auyldyq okrug; russisch Сельский округ Selski okrug) gegliedert (Stand: 2021).
| Ländlicher Bezirk | Einwohner | Einwohner | Orte                                                     |
| Ländlicher Bezirk | 2009      | 2021      | Orte                                                     |
| ----------------- | --------- | --------- | -------------------------------------------------------- |
| Badamscha         | 5359      | 5868      | Badamscha, Kempirsai                                     |
| Aschtschylyssai   | 1691      | 1277      | Aqköl, Aschtschylyssai, Bostöbe, Preobraschenowka        |
| Älimbet           | 1152      | 837       | Älimbet                                                  |
| Welichow          | 633       | 319       | Aqschajyq, Welichow                                      |
| Scheltau          | 3879      | 3860      | Qarghaly Suqoimassy, Petropawlowka, Schämschi Qaldajaqow |
| Kempirsai         | 990       | 738       | Kempirsai, Schossaly                                     |
| Qossestek         | 1731      | 1496      | Qossestek                                                |
| Stepnoi           | 1346      | 890       | Qairaqty, Stepnoi                                        |